# Viktoras Kulvinskas
Viktoras Kulvinskas (ur. 23 lutego1939 w Kownie) – amerykański naturopata, holistyczny lekarz, promotor zdrowego odżywiania, zwolennik surowej żywności litewskiego pochodzenia, autor bestsellera Survival In the 21st Century.

## Życiorys
Viktoras Kulvinskas urodził się 23 lutego 1939 roku w mieście Kowno. Po II wojnie światowej wyemigrował z rodzicami do Stanów Zjednoczonych.
Ukończył studia na Uniwersytecie Connecticut, gdzie otrzymał tytuł M.S., a następnie wykładał tam matematykę.
Przez sześć lat był konsultantem komputerowym na Uniwersytecie Harvarda, Massachusetts Institute of Technology, Smithsonian Astrophysical Observatory, Apollo Project itp. Jest członkiem honorowego stowarzyszenia Fizyka Sigma Pi Sigma.
Jest współzałożycielem, razem z Ann Wigmore, Instytutu Zdrowia Hipokratesa, gdzie pełnił funkcję dyrektora ds. badań.
Piastuje funkcję biskupa Pierwszego Chrześcijańskiego Kościoła Esseńczyków (San Diego, Kalifornia).
W 2002 roku otworzył Szkołę kulinarną zdrowej żywności (Kostaryka).

## Działalność w obszarzenaturopatiii odżywiania
Jako dietetyk był osobistym konsultantem medycznym słynnego amerykańskiego komika, działacza politycznego i aktywisty wegetariańskiego Dicka Gregory podczas jego 900-milowego maratonu poświęconego pokojowi na planecie.
Jako jeden z pierwszych, popularyzował prace dra Edwarda Howella (ur. 1898), badacza procesów enzymatycznych.
Był współzałożycielem Dick Gregory's Obesity in Substance Abuse Resort, gdzie przez dwa lata pełnił funkcję dyrektora edukacyjnego zarówno na Bahamach, jak i Florydzie.
Obszerny opis działalności Viktorasa Kulvinskasa można znaleźć w książkach:
1. Steve Meyorowitz: The Heart of Greatness – Ordinary People Creating Extraordinary Success (1997)
2. Steve Meyorowitz: Wheatgrass Nature's Finest Medicine: The Complete Guide to Using Grass Foods & Juices to Revitalize Your Health (1998).
3. Paul Nison: Raw Knowledge: Enhance The Powers of Your Mind, Body, and Soul (5/2002)

Viktoras Kulvinskas jest autorem wielu książek na temat surowej diety, zdrowia i naturalnej higieny, w tym bestsellera Survival In the 21st Century. Książka była sprzedana na całym świecie w ponad 500.000 egzemplarzach.
Pisał również artykuły do wielu czasopism New Age, między innymi Vegetarian Voice, Vegetarian Times, Vegetarian World, Health Street Journal i Alternatives.
Występuje jako prelegent na festiwalach, a także różnorodnych spotkaniach poruszających temat zdrowia i naturalnej higieny.

## Publikacje
Książki autorstwa Viktorasa Kulvinskasa:
- For The Love Of A Sprout. 1970.
- Love Your Body: Live Food Recipes. 1972.
- Love Your Body: Or, How To Be A Live Food Lover. 1972.
- Survival Into The 21st Century: Natural Planetary Healer's Manual. 1975.
- Sprout For The Love Of Everybody. 1978.
- The New Age Health Directory Holistic Health Guide. 1978.
- Life in the Twenty-First Century. 1981.
- Don't Die Without Enzymes. 1994.
- The Lover's Diet. 2000.
- Raw Survival. 2008.

Powiązane publikacje (współautor):
- Intuicyjne Jedzenie: Everybody's Guide to Vibrant Health and Lifelong Vitality Through Food z Humbartem Santillo i Reginą Sarą Ryan, Hohm Press, 1993
- Dining in the Raw: Groundbreaking Natural Cuisine That Combines the Techniques of Macrobiotic, Vegan, Allergy-Free, and Raw Food Discipline z Ritą Romano i Nancy Jolly, Taschenbuch 1997.